# Tour de Thuringe féminin 2022
La 33e édition du Tour de Thuringe féminin (Lotto Thuringe Ladies Tour), a lieu du 24 au 29 mai 2022. La course fait partie du calendrier UCI féminin en catégorie 2.Pro. 
Alexandra Manly remporte la première étape au sprint. Le lendemain, c'est Georgia Baker qui se montre la plus rapide. Alexandra Manly gagne ensuite en haut de l'Hanka-berg, puis au sprint les quatrième et sixième étapes. Julia Biryukova remporte la cinquième étape au bout d'une longue échappée solitaire. Alexandra Manly remporte logiquement le classement général devant Marta Lach et Femke Gerritse. Elle s'adjuge aussi le classement par points. Justine Ghekiere est la meilleure grimpeuse, Femke Gerritse la meilleure jeune et Plantur-Pura la meilleure équipe.

## Présentation

### Parcours
La première étape, autour de Hof-sur-Saale est légèrement vallonnée avec la dernière difficulté à une vingtaine de kilomètres de l'arrivée. Le lendemain, Gera accueille la course. Elle est vallonnée avec la principale montée à Neuensorga. Les dix derniers kilomètres sont en descente. La troisième étape se déroule à Dörtendorf avec quatre fois un tour de 26 km comprenant la traditionnelle montée de l'Hanka-Berg qui est aussi l'arrivée. L'étape de Schleiz est également difficile avec la côte de Leutenberg et celle vers Eßbach. À Gotha, le Großer Inselsberg est escaladé en début d'étape, la suite du profil est globalement platte. L'ultime étape à Altenbourg ne présente pas de difficulté particulière.

### Équipes
| UCI Women's WorldTeam- Team BikeExchange-Jayco Équipes féminines continentales (11)- Arkéa Pro Cycling Team - Bepink - Ceratizit-WNT Pro Cycling - Coop-Hitec Products - Canyon-SRAM generation - Le col-Wahoo - Lotto Soudal Ladies - Plantur-Pura - Parkhotel Valkenburg - Roxsolt Liv Sram - Top Girls Fassa Bortolo Équipes nationales (3)- Allemagne - Belgique - Pays-Bas Équipe féminines amateur (2)- Maxx-Solar - Team Stuttgart (Women) |
| |

## Étapes
| Étape     | Date   | Villes étapes                 | type            | Distance (km) | Vainqueur d'étape | Leader du classement général |
| --------- | ------ | ----------------------------- | --------------- | ------------- | ----------------- | ---------------------------- |
| 1re étape | 24 mai | Hof-sur-Saale – Hof-sur-Saale | étape de plaine | 101,8         | Alexandra Manly   | Alexandra Manly              |
| 2e étape  | 25 mai | Gera – Gera                   | étape vallonnée | 100           | Georgia Baker     | Alexandra Manly              |
| 3e étape  | 26 mai | Dörtendorf – Dörtendorf       | étape vallonnée | 129           | Alexandra Manly   | Alexandra Manly              |
| 4e étape  | 27 mai | Schleiz – Schleiz             | étape vallonnée | 128           | Alexandra Manly   | Alexandra Manly              |
| 5e étape  | 28 mai | Gotha – Gotha                 | étape vallonnée | 133           | Julia Biryukova   | Alexandra Manly              |
| 6e étape  | 29 mai | Altenbourg – Altenbourg       | étape de plaine | 104           | Alexandra Manly   | Alexandra Manly              |

## Déroulement de la course

### 1reétape
Mischa Bredewold est échappée dans le final. La BikeExchange la reprend. Alexandra Manly s'impose au sprint,.
| \| Classement de l'étape \| Classement de l'étape \| Classement de l'étape \| Classement de l'étape \| Classement de l'étape \| \| Coureuse \| Coureuse \| Pays \| Équipe \| Temps \| \| --------------------- \| ------------------------- \| --------------------- \| ------------------------- \| --------------------- \| \| 1re \| Alexandra Manly \| Australie \| Team BikeExchange-Jayco \| 2 h 32 min 27 s \| \| 2e \| Femke Markus \| Pays-Bas \| Parkhotel Valkenburg \| + 0 s \| \| 3e \| Silvia Zanardi \| Italie \| Bepink \| + 0 s \| \| 4e \| Mischa Bredewold \| Pays-Bas \| Parkhotel Valkenburg \| + 0 s \| \| 5e \| Ingvild Gåskjenn \| Norvège \| Coop-Hitec Products \| + 0 s \| \| 6e \| Marta Lach \| Pologne \| Ceratizit-WNT Pro Cycling \| + 0 s \| \| 7e \| Sanne Cant \| Belgique \| Plantur-Pura \| + 0 s \| \| 8e \| Elizabeth Holden \| Royaume-Uni \| Le Col-Wahoo \| + 0 s \| \| 9e \| Maria Giulia Confalonieri \| Italie \| Ceratizit-WNT Pro Cycling \| + 0 s \| \| 10e \| Ruby Roseman-Gannon \| Australie \| Team BikeExchange-Jayco \| + 0 s \| |                           |             |                           |                 |
| |                           |             |                           |                 |
| |                           |             |                           |                 |
| Classement de l'étape |                           |             |                           |                 |
| Coureuse | Coureuse                  | Pays        | Équipe                    | Temps           |
| 1re | Alexandra Manly           | Australie   | Team BikeExchange-Jayco   | 2 h 32 min 27 s |
| 2e | Femke Markus              | Pays-Bas    | Parkhotel Valkenburg      | + 0 s           |
| 3e | Silvia Zanardi            | Italie      | Bepink                    | + 0 s           |
| 4e | Mischa Bredewold          | Pays-Bas    | Parkhotel Valkenburg      | + 0 s           |
| 5e | Ingvild Gåskjenn          | Norvège     | Coop-Hitec Products       | + 0 s           |
| 6e | Marta Lach                | Pologne     | Ceratizit-WNT Pro Cycling | + 0 s           |
| 7e | Sanne Cant                | Belgique    | Plantur-Pura              | + 0 s           |
| 8e | Elizabeth Holden          | Royaume-Uni | Le Col-Wahoo              | + 0 s           |
| 9e | Maria Giulia Confalonieri | Italie      | Ceratizit-WNT Pro Cycling | + 0 s           |
| 10e | Ruby Roseman-Gannon       | Australie   | Team BikeExchange-Jayco   | + 0 s           |

| \| Classement général \| Classement général \| Classement général \| Classement général \| Classement général \| \| Coureuse \| Coureuse \| Pays \| Équipe \| Temps \| \| ------------------ \| ------------------------- \| ------------------ \| ------------------------- \| ------------------ \| \| 1re \| Alexandra Manly \| Australie \| Team BikeExchange-Jayco \| 2 h 32 min 14 s \| \| 2e \| Femke Markus \| Pays-Bas \| Parkhotel Valkenburg \| + 7 s \| \| 3e \| Silvia Zanardi \| Italie \| Bepink \| + 9 s \| \| 4e \| Ruby Roseman-Gannon \| Australie \| Team BikeExchange-Jayco \| + 9 s \| \| 5e \| Elizabeth Holden \| Royaume-Uni \| Le Col-Wahoo \| + 11 s \| \| 6e \| Maria Giulia Confalonieri \| Italie \| Ceratizit-WNT Pro Cycling \| + 11 s \| \| 7e \| Mischa Bredewold \| Pays-Bas \| Parkhotel Valkenburg \| + 13 s \| \| 8e \| Ingvild Gåskjenn \| Norvège \| Coop-Hitec Products \| + 13 s \| \| 9e \| Marta Lach \| Pologne \| Ceratizit-WNT Pro Cycling \| + 13 s \| \| 10e \| Sanne Cant \| Belgique \| Plantur-Pura \| + 13 s \| |                           |             |                           |                 |
| |                           |             |                           |                 |
| |                           |             |                           |                 |
| Classement général |                           |             |                           |                 |
| Coureuse | Coureuse                  | Pays        | Équipe                    | Temps           |
| 1re | Alexandra Manly           | Australie   | Team BikeExchange-Jayco   | 2 h 32 min 14 s |
| 2e | Femke Markus              | Pays-Bas    | Parkhotel Valkenburg      | + 7 s           |
| 3e | Silvia Zanardi            | Italie      | Bepink                    | + 9 s           |
| 4e | Ruby Roseman-Gannon       | Australie   | Team BikeExchange-Jayco   | + 9 s           |
| 5e | Elizabeth Holden          | Royaume-Uni | Le Col-Wahoo              | + 11 s          |
| 6e | Maria Giulia Confalonieri | Italie      | Ceratizit-WNT Pro Cycling | + 11 s          |
| 7e | Mischa Bredewold          | Pays-Bas    | Parkhotel Valkenburg      | + 13 s          |
| 8e | Ingvild Gåskjenn          | Norvège     | Coop-Hitec Products       | + 13 s          |
| 9e | Marta Lach                | Pologne     | Ceratizit-WNT Pro Cycling | + 13 s          |
| 10e | Sanne Cant                | Belgique    | Plantur-Pura              | + 13 s          |

### 2eétape
Katharina Fox s'échappe dans les dix premiers kilomètres. Elle obtient une minute d'avance, mais est reprise au bout d'une cinquantaine de kilomètres en tête. Agua Marina Espinola et Julie Van de Velde partent en contre. Un regroupement général a lieu à dix-sept kilomètres de l'arrivée. Dans le sprint, Georgia Baker perd Ruby Roseman-Gannon et décide de sprinter elle-même et s'impose.
| \| Classement de l'étape \| Classement de l'étape \| Classement de l'étape \| Classement de l'étape \| Classement de l'étape \| \| Coureuse \| Coureuse \| Pays \| Équipe \| Temps \| \| --------------------- \| ------------------------- \| --------------------- \| ------------------------- \| --------------------- \| \| 1re \| Georgia Baker \| Australie \| Team BikeExchange-Jayco \| 2 h 41 min 58 s \| \| 2e \| Maria Giulia Confalonieri \| Italie \| Ceratizit-WNT Pro Cycling \| + 0 s \| \| 3e \| Femke Markus \| Pays-Bas \| Parkhotel Valkenburg \| + 0 s \| \| 4e \| Ruby Roseman-Gannon \| Australie \| Team BikeExchange-Jayco \| + 0 s \| \| 5e \| Ingvild Gåskjenn \| Norvège \| Coop-Hitec Products \| + 0 s \| \| 6e \| Romy Kasper \| Allemagne \| Allemagne \| + 0 s \| \| 7e \| Alexandra Manly \| Australie \| Team BikeExchange-Jayco \| + 0 s \| \| 8e \| Giorgia Bariani \| Italie \| Top Girls Fassa Bortolo \| + 0 s \| \| 9e \| Gladys Verhulst \| France \| Le Col-Wahoo \| + 0 s \| \| 10e \| Mieke Docx \| Belgique \| Lotto Soudal Ladies \| + 0 s \| |                           |           |                           |                 |
| |                           |           |                           |                 |
| |                           |           |                           |                 |
| Classement de l'étape |                           |           |                           |                 |
| Coureuse | Coureuse                  | Pays      | Équipe                    | Temps           |
| 1re | Georgia Baker             | Australie | Team BikeExchange-Jayco   | 2 h 41 min 58 s |
| 2e | Maria Giulia Confalonieri | Italie    | Ceratizit-WNT Pro Cycling | + 0 s           |
| 3e | Femke Markus              | Pays-Bas  | Parkhotel Valkenburg      | + 0 s           |
| 4e | Ruby Roseman-Gannon       | Australie | Team BikeExchange-Jayco   | + 0 s           |
| 5e | Ingvild Gåskjenn          | Norvège   | Coop-Hitec Products       | + 0 s           |
| 6e | Romy Kasper               | Allemagne | Allemagne                 | + 0 s           |
| 7e | Alexandra Manly           | Australie | Team BikeExchange-Jayco   | + 0 s           |
| 8e | Giorgia Bariani           | Italie    | Top Girls Fassa Bortolo   | + 0 s           |
| 9e | Gladys Verhulst           | France    | Le Col-Wahoo              | + 0 s           |
| 10e | Mieke Docx                | Belgique  | Lotto Soudal Ladies       | + 0 s           |

| \| Classement général \| Classement général \| Classement général \| Classement général \| Classement général \| \| Coureuse \| Coureuse \| Pays \| Équipe \| Temps \| \| ------------------ \| ------------------------- \| ------------------ \| ------------------------- \| ------------------ \| \| 1re \| Alexandra Manly \| Australie \| Team BikeExchange-Jayco \| 5 h 14 min 09 s \| \| 2e \| Femke Markus \| Pays-Bas \| Parkhotel Valkenburg \| + 6 s \| \| 3e \| Maria Giulia Confalonieri \| Italie \| Ceratizit-WNT Pro Cycling \| + 8 s \| \| 4e \| Ruby Roseman-Gannon \| Australie \| Team BikeExchange-Jayco \| + 12 s \| \| 5e \| Silvia Zanardi \| Italie \| Bepink \| + 12 s \| \| 6e \| Elizabeth Holden \| Royaume-Uni \| Le Col-Wahoo \| + 14 s \| \| 7e \| Marta Lach \| Pologne \| Ceratizit-WNT Pro Cycling \| + 15 s \| \| 8e \| Ingvild Gåskjenn \| Norvège \| Coop-Hitec Products \| + 16 s \| \| 9e \| Romy Kasper \| Allemagne \| Allemagne \| + 16 s \| \| 10e \| Gladys Verhulst \| France \| Le Col-Wahoo \| + 16 s \| |                           |             |                           |                 |
| |                           |             |                           |                 |
| |                           |             |                           |                 |
| Classement général |                           |             |                           |                 |
| Coureuse | Coureuse                  | Pays        | Équipe                    | Temps           |
| 1re | Alexandra Manly           | Australie   | Team BikeExchange-Jayco   | 5 h 14 min 09 s |
| 2e | Femke Markus              | Pays-Bas    | Parkhotel Valkenburg      | + 6 s           |
| 3e | Maria Giulia Confalonieri | Italie      | Ceratizit-WNT Pro Cycling | + 8 s           |
| 4e | Ruby Roseman-Gannon       | Australie   | Team BikeExchange-Jayco   | + 12 s          |
| 5e | Silvia Zanardi            | Italie      | Bepink                    | + 12 s          |
| 6e | Elizabeth Holden          | Royaume-Uni | Le Col-Wahoo              | + 14 s          |
| 7e | Marta Lach                | Pologne     | Ceratizit-WNT Pro Cycling | + 15 s          |
| 8e | Ingvild Gåskjenn          | Norvège     | Coop-Hitec Products       | + 16 s          |
| 9e | Romy Kasper               | Allemagne   | Allemagne                 | + 16 s          |
| 10e | Gladys Verhulst           | France      | Le Col-Wahoo              | + 16 s          |

### 3eétape
En fin de course, Justine Ghekiere et Greta Marturano sont échappées. Cette dernière est distancée plus loin. Peu avant l'ascension finale, Manly, Marta Lach, Sanne Cant, Nicole Frain et Eva van Agt se détachent. Elles reprennent Ghekiere. Dans la côte, Manly et Lach parviennent à conserver l'avantage, la première s'imposant.
| \| Classement de l'étape \| Classement de l'étape \| Classement de l'étape \| Classement de l'étape \| Classement de l'étape \| \| Coureuse \| Coureuse \| Pays \| Équipe \| Temps \| \| --------------------- \| ------------------------- \| --------------------- \| ------------------------- \| --------------------- \| \| 1re \| Alexandra Manly \| Australie \| Team BikeExchange-Jayco \| 3 h 26 min 57 s \| \| 2e \| Marta Lach \| Pologne \| Ceratizit-WNT Pro Cycling \| + 0 s \| \| 3e \| Femke Gerritse \| Pays-Bas \| Parkhotel Valkenburg \| + 0 s \| \| 4e \| Ricarda Bauernfeind \| Allemagne \| Canyon//SRAM Generation \| + 4 s \| \| 5e \| Elizabeth Holden \| Royaume-Uni \| Le Col-Wahoo \| + 4 s \| \| 6e \| Sanne Cant \| Belgique \| Plantur-Pura \| + 4 s \| \| 7e \| Loes Adegeest \| Pays-Bas \| Pays-Bas \| + 4 s \| \| 8e \| Greta Marturano \| Italie \| Top Girls Fassa Bortolo \| + 4 s \| \| 9e \| Fem van Empel \| Pays-Bas \| Pays-Bas \| + 4 s \| \| 10e \| Maria Giulia Confalonieri \| Italie \| Ceratizit-WNT Pro Cycling \| + 4 s \| |                           |             |                           |                 |
| |                           |             |                           |                 |
| |                           |             |                           |                 |
| Classement de l'étape |                           |             |                           |                 |
| Coureuse | Coureuse                  | Pays        | Équipe                    | Temps           |
| 1re | Alexandra Manly           | Australie   | Team BikeExchange-Jayco   | 3 h 26 min 57 s |
| 2e | Marta Lach                | Pologne     | Ceratizit-WNT Pro Cycling | + 0 s           |
| 3e | Femke Gerritse            | Pays-Bas    | Parkhotel Valkenburg      | + 0 s           |
| 4e | Ricarda Bauernfeind       | Allemagne   | Canyon//SRAM Generation   | + 4 s           |
| 5e | Elizabeth Holden          | Royaume-Uni | Le Col-Wahoo              | + 4 s           |
| 6e | Sanne Cant                | Belgique    | Plantur-Pura              | + 4 s           |
| 7e | Loes Adegeest             | Pays-Bas    | Pays-Bas                  | + 4 s           |
| 8e | Greta Marturano           | Italie      | Top Girls Fassa Bortolo   | + 4 s           |
| 9e | Fem van Empel             | Pays-Bas    | Pays-Bas                  | + 4 s           |
| 10e | Maria Giulia Confalonieri | Italie      | Ceratizit-WNT Pro Cycling | + 4 s           |

| \| Classement général \| Classement général \| Classement général \| Classement général \| Classement général \| \| Coureuse \| Coureuse \| Pays \| Équipe \| Temps \| \| ------------------ \| ------------------------- \| ------------------ \| ------------------------- \| ------------------ \| \| 1re \| Alexandra Manly \| Australie \| Team BikeExchange-Jayco \| 8 h 40 min 53 s \| \| 2e \| Marta Lach \| Pologne \| Ceratizit-WNT Pro Cycling \| + 22 s \| \| 3e \| Maria Giulia Confalonieri \| Italie \| Ceratizit-WNT Pro Cycling \| + 25 s \| \| 4e \| Femke Gerritse \| Pays-Bas \| Parkhotel Valkenburg \| + 25 s \| \| 5e \| Silvia Zanardi \| Italie \| Bepink \| + 27 s \| \| 6e \| Elizabeth Holden \| Royaume-Uni \| Le Col-Wahoo \| + 31 s \| \| 7e \| Sanne Cant \| Belgique \| Plantur-Pura \| + 33 s \| \| 8e \| Femke Markus \| Pays-Bas \| Parkhotel Valkenburg \| + 33 s \| \| 9e \| Fem van Empel \| Pays-Bas \| Pays-Bas \| + 33 s \| \| 10e \| Mischa Bredewold \| Pays-Bas \| Parkhotel Valkenburg \| + 33 s \| |                           |             |                           |                 |
| |                           |             |                           |                 |
| |                           |             |                           |                 |
| Classement général |                           |             |                           |                 |
| Coureuse | Coureuse                  | Pays        | Équipe                    | Temps           |
| 1re | Alexandra Manly           | Australie   | Team BikeExchange-Jayco   | 8 h 40 min 53 s |
| 2e | Marta Lach                | Pologne     | Ceratizit-WNT Pro Cycling | + 22 s          |
| 3e | Maria Giulia Confalonieri | Italie      | Ceratizit-WNT Pro Cycling | + 25 s          |
| 4e | Femke Gerritse            | Pays-Bas    | Parkhotel Valkenburg      | + 25 s          |
| 5e | Silvia Zanardi            | Italie      | Bepink                    | + 27 s          |
| 6e | Elizabeth Holden          | Royaume-Uni | Le Col-Wahoo              | + 31 s          |
| 7e | Sanne Cant                | Belgique    | Plantur-Pura              | + 33 s          |
| 8e | Femke Markus              | Pays-Bas    | Parkhotel Valkenburg      | + 33 s          |
| 9e | Fem van Empel             | Pays-Bas    | Pays-Bas                  | + 33 s          |
| 10e | Mischa Bredewold          | Pays-Bas    | Parkhotel Valkenburg      | + 33 s          |

### 4eétape
L'étape se finit au sprint et Alexandra Manly s'impose de nouveau.
| \| Classement de l'étape \| Classement de l'étape \| Classement de l'étape \| Classement de l'étape \| Classement de l'étape \| \| Coureuse \| Coureuse \| Pays \| Équipe \| Temps \| \| --------------------- \| ------------------------- \| --------------------- \| ------------------------- \| --------------------- \| \| 1re \| Alexandra Manly \| Australie \| Team BikeExchange-Jayco \| 3 h 30 min 56 s \| \| 2e \| Ricarda Bauernfeind \| Allemagne \| Canyon//SRAM Generation \| + 0 s \| \| 3e \| Marta Lach \| Pologne \| Ceratizit-WNT Pro Cycling \| + 0 s \| \| 4e \| Femke Gerritse \| Pays-Bas \| Parkhotel Valkenburg \| + 0 s \| \| 5e \| Sanne Cant \| Belgique \| Plantur-Pura \| + 0 s \| \| 6e \| Mischa Bredewold \| Pays-Bas \| Parkhotel Valkenburg \| + 0 s \| \| 7e \| Greta Richioud \| France \| Arkéa Pro Cycling Team \| + 0 s \| \| 8e \| Silvia Zanardi \| Italie \| Bepink \| + 0 s \| \| 9e \| Justine Ghekiere \| Belgique \| Plantur-Pura \| + 0 s \| \| 10e \| Maria Giulia Confalonieri \| Italie \| Ceratizit-WNT Pro Cycling \| + 0 s \| |                           |           |                           |                 |
| |                           |           |                           |                 |
| |                           |           |                           |                 |
| Classement de l'étape |                           |           |                           |                 |
| Coureuse | Coureuse                  | Pays      | Équipe                    | Temps           |
| 1re | Alexandra Manly           | Australie | Team BikeExchange-Jayco   | 3 h 30 min 56 s |
| 2e | Ricarda Bauernfeind       | Allemagne | Canyon//SRAM Generation   | + 0 s           |
| 3e | Marta Lach                | Pologne   | Ceratizit-WNT Pro Cycling | + 0 s           |
| 4e | Femke Gerritse            | Pays-Bas  | Parkhotel Valkenburg      | + 0 s           |
| 5e | Sanne Cant                | Belgique  | Plantur-Pura              | + 0 s           |
| 6e | Mischa Bredewold          | Pays-Bas  | Parkhotel Valkenburg      | + 0 s           |
| 7e | Greta Richioud            | France    | Arkéa Pro Cycling Team    | + 0 s           |
| 8e | Silvia Zanardi            | Italie    | Bepink                    | + 0 s           |
| 9e | Justine Ghekiere          | Belgique  | Plantur-Pura              | + 0 s           |
| 10e | Maria Giulia Confalonieri | Italie    | Ceratizit-WNT Pro Cycling | + 0 s           |

| \| Classement général \| Classement général \| Classement général \| Classement général \| Classement général \| \| Coureuse \| Coureuse \| Pays \| Équipe \| Temps \| \| ------------------ \| ------------------------- \| ------------------ \| ------------------------- \| ------------------ \| \| 1re \| Alexandra Manly \| Australie \| Team BikeExchange-Jayco \| 12 h 11 min 39 s \| \| 2e \| Marta Lach \| Pologne \| Ceratizit-WNT Pro Cycling \| + 28 s \| \| 3e \| Femke Gerritse \| Pays-Bas \| Parkhotel Valkenburg \| + 33 s \| \| 4e \| Maria Giulia Confalonieri \| Italie \| Ceratizit-WNT Pro Cycling \| + 34 s \| \| 5e \| Silvia Zanardi \| Italie \| Bepink \| + 36 s \| \| 6e \| Ricarda Bauernfeind \| Allemagne \| Canyon//SRAM Generation \| + 37 s \| \| 7e \| Sanne Cant \| Belgique \| Plantur-Pura \| + 40 s \| \| 8e \| Elizabeth Holden \| Royaume-Uni \| Le Col-Wahoo \| + 41 s \| \| 9e \| Femke Markus \| Pays-Bas \| Parkhotel Valkenburg \| + 43 s \| \| 10e \| Mischa Bredewold \| Pays-Bas \| Parkhotel Valkenburg \| + 43 s \| |                           |             |                           |                  |
| |                           |             |                           |                  |
| |                           |             |                           |                  |
| Classement général |                           |             |                           |                  |
| Coureuse | Coureuse                  | Pays        | Équipe                    | Temps            |
| 1re | Alexandra Manly           | Australie   | Team BikeExchange-Jayco   | 12 h 11 min 39 s |
| 2e | Marta Lach                | Pologne     | Ceratizit-WNT Pro Cycling | + 28 s           |
| 3e | Femke Gerritse            | Pays-Bas    | Parkhotel Valkenburg      | + 33 s           |
| 4e | Maria Giulia Confalonieri | Italie      | Ceratizit-WNT Pro Cycling | + 34 s           |
| 5e | Silvia Zanardi            | Italie      | Bepink                    | + 36 s           |
| 6e | Ricarda Bauernfeind       | Allemagne   | Canyon//SRAM Generation   | + 37 s           |
| 7e | Sanne Cant                | Belgique    | Plantur-Pura              | + 40 s           |
| 8e | Elizabeth Holden          | Royaume-Uni | Le Col-Wahoo              | + 41 s           |
| 9e | Femke Markus              | Pays-Bas    | Parkhotel Valkenburg      | + 43 s           |
| 10e | Mischa Bredewold          | Pays-Bas    | Parkhotel Valkenburg      | + 43 s           |

### 5eétape
Yuliia Biriukova part en solitaire à quatre-vingt-quinze kilomètres de l'arrivée. Elle se maintient en tête et remporte l'étape. Derrière, Alexandra Manly règle le peloton.
| \| Classement de l'étape \| Classement de l'étape \| Classement de l'étape \| Classement de l'étape \| Classement de l'étape \| \| Coureuse \| Coureuse \| Pays \| Équipe \| Temps \| \| --------------------- \| --------------------- \| --------------------- \| ------------------------- \| --------------------- \| \| 1re \| Julia Biryukova \| Ukraine \| Arkéa Pro Cycling Team \| 3 h 31 min 41 s \| \| 2e \| Alexandra Manly \| Australie \| Team BikeExchange-Jayco \| + 4 s \| \| 3e \| Marta Lach \| Pologne \| Ceratizit-WNT Pro Cycling \| + 4 s \| \| 4e \| Anaïs Morichon \| France \| Arkéa Pro Cycling Team \| + 7 s \| \| 5e \| Sanne Cant \| Belgique \| Plantur-Pura \| + 7 s \| \| 6e \| Nicole Frain \| Australie \| RoxSolt Liv Sram \| + 7 s \| \| 7e \| Silvia Zanardi \| Italie \| Bepink \| + 7 s \| \| 8e \| Ricarda Bauernfeind \| Allemagne \| Canyon//SRAM Generation \| + 7 s \| \| 9e \| Femke Gerritse \| Pays-Bas \| Parkhotel Valkenburg \| + 7 s \| \| 10e \| Justine Ghekiere \| Belgique \| Plantur-Pura \| + 7 s \| |                     |           |                           |                 |
| |                     |           |                           |                 |
| |                     |           |                           |                 |
| Classement de l'étape |                     |           |                           |                 |
| Coureuse | Coureuse            | Pays      | Équipe                    | Temps           |
| 1re | Julia Biryukova     | Ukraine   | Arkéa Pro Cycling Team    | 3 h 31 min 41 s |
| 2e | Alexandra Manly     | Australie | Team BikeExchange-Jayco   | + 4 s           |
| 3e | Marta Lach          | Pologne   | Ceratizit-WNT Pro Cycling | + 4 s           |
| 4e | Anaïs Morichon      | France    | Arkéa Pro Cycling Team    | + 7 s           |
| 5e | Sanne Cant          | Belgique  | Plantur-Pura              | + 7 s           |
| 6e | Nicole Frain        | Australie | RoxSolt Liv Sram          | + 7 s           |
| 7e | Silvia Zanardi      | Italie    | Bepink                    | + 7 s           |
| 8e | Ricarda Bauernfeind | Allemagne | Canyon//SRAM Generation   | + 7 s           |
| 9e | Femke Gerritse      | Pays-Bas  | Parkhotel Valkenburg      | + 7 s           |
| 10e | Justine Ghekiere    | Belgique  | Plantur-Pura              | + 7 s           |

| \| Classement général \| Classement général \| Classement général \| Classement général \| Classement général \| \| Coureuse \| Coureuse \| Pays \| Équipe \| Temps \| \| ------------------ \| ------------------- \| ------------------ \| ------------------------- \| ------------------ \| \| 1re \| Alexandra Manly \| Australie \| Team BikeExchange-Jayco \| 15 h 43 min 14 s \| \| 2e \| Marta Lach \| Pologne \| Ceratizit-WNT Pro Cycling \| + 31 s \| \| 3e \| Femke Gerritse \| Pays-Bas \| Parkhotel Valkenburg \| + 43 s \| \| 4e \| Silvia Zanardi \| Italie \| Bepink \| + 47 s \| \| 5e \| Ricarda Bauernfeind \| Allemagne \| Canyon//SRAM Generation \| + 50 s \| \| 6e \| Sanne Cant \| Belgique \| Plantur-Pura \| + 53 s \| \| 7e \| Elizabeth Holden \| Royaume-Uni \| Le Col-Wahoo \| + 54 s \| \| 8e \| Greta Marturano \| Italie \| Top Girls Fassa Bortolo \| + 56 s \| \| 9e \| Mischa Bredewold \| Pays-Bas \| Parkhotel Valkenburg \| + 59 s \| \| 10e \| Nicole Frain \| Australie \| RoxSolt Liv Sram \| + 1 min 00 s \| |                     |             |                           |                  |
| |                     |             |                           |                  |
| |                     |             |                           |                  |
| Classement général |                     |             |                           |                  |
| Coureuse | Coureuse            | Pays        | Équipe                    | Temps            |
| 1re | Alexandra Manly     | Australie   | Team BikeExchange-Jayco   | 15 h 43 min 14 s |
| 2e | Marta Lach          | Pologne     | Ceratizit-WNT Pro Cycling | + 31 s           |
| 3e | Femke Gerritse      | Pays-Bas    | Parkhotel Valkenburg      | + 43 s           |
| 4e | Silvia Zanardi      | Italie      | Bepink                    | + 47 s           |
| 5e | Ricarda Bauernfeind | Allemagne   | Canyon//SRAM Generation   | + 50 s           |
| 6e | Sanne Cant          | Belgique    | Plantur-Pura              | + 53 s           |
| 7e | Elizabeth Holden    | Royaume-Uni | Le Col-Wahoo              | + 54 s           |
| 8e | Greta Marturano     | Italie      | Top Girls Fassa Bortolo   | + 56 s           |
| 9e | Mischa Bredewold    | Pays-Bas    | Parkhotel Valkenburg      | + 59 s           |
| 10e | Nicole Frain        | Australie   | RoxSolt Liv Sram          | + 1 min 00 s     |

### 6eétape
L'équipe BikeExchange contrôle la course qui se termine au sprint. Alexandra Manly s'impose pour la quatrième fois.
| \| Classement de l'étape \| Classement de l'étape \| Classement de l'étape \| Classement de l'étape \| Classement de l'étape \| \| Coureuse \| Coureuse \| Pays \| Équipe \| Temps \| \| --------------------- \| --------------------- \| --------------------- \| ------------------------- \| --------------------- \| \| 1re \| Alexandra Manly \| Australie \| Team BikeExchange-Jayco \| 2 h 36 min 29 s \| \| 2e \| Marta Lach \| Pologne \| Ceratizit-WNT Pro Cycling \| + 0 s \| \| 3e \| Silvia Zanardi \| Italie \| Bepink \| + 0 s \| \| 4e \| Ingvild Gåskjenn \| Norvège \| Coop-Hitec Products \| + 0 s \| \| 5e \| Ruby Roseman-Gannon \| Australie \| Team BikeExchange-Jayco \| + 0 s \| \| 6e \| Sanne Cant \| Belgique \| Plantur-Pura \| + 0 s \| \| 7e \| Elizabeth Holden \| Royaume-Uni \| Le Col-Wahoo \| + 0 s \| \| 8e \| Marthe Goossens \| Belgique \| Belgique \| + 0 s \| \| 9e \| Anaïs Morichon \| France \| Arkéa Pro Cycling Team \| + 0 s \| \| 10e \| Justine Ghekiere \| Belgique \| Plantur-Pura \| + 0 s \| |                     |             |                           |                 |
| |                     |             |                           |                 |
| |                     |             |                           |                 |
| Classement de l'étape |                     |             |                           |                 |
| Coureuse | Coureuse            | Pays        | Équipe                    | Temps           |
| 1re | Alexandra Manly     | Australie   | Team BikeExchange-Jayco   | 2 h 36 min 29 s |
| 2e | Marta Lach          | Pologne     | Ceratizit-WNT Pro Cycling | + 0 s           |
| 3e | Silvia Zanardi      | Italie      | Bepink                    | + 0 s           |
| 4e | Ingvild Gåskjenn    | Norvège     | Coop-Hitec Products       | + 0 s           |
| 5e | Ruby Roseman-Gannon | Australie   | Team BikeExchange-Jayco   | + 0 s           |
| 6e | Sanne Cant          | Belgique    | Plantur-Pura              | + 0 s           |
| 7e | Elizabeth Holden    | Royaume-Uni | Le Col-Wahoo              | + 0 s           |
| 8e | Marthe Goossens     | Belgique    | Belgique                  | + 0 s           |
| 9e | Anaïs Morichon      | France      | Arkéa Pro Cycling Team    | + 0 s           |
| 10e | Justine Ghekiere    | Belgique    | Plantur-Pura              | + 0 s           |

## Classements finals

### Classement général final
| \| Classement général \| Classement général \| Classement général \| Classement général \| Classement général \| \| Coureuse \| Coureuse \| Pays \| Équipe \| Temps \| \| ------------------ \| ------------------- \| ------------------ \| ------------------------- \| ------------------ \| \| 1re \| Alexandra Manly \| Australie \| Team BikeExchange-Jayco \| 18 h 19 min 31 s \| \| 2e \| Marta Lach \| Pologne \| Ceratizit-WNT Pro Cycling \| + 33 s \| \| 3e \| Femke Gerritse \| Pays-Bas \| Parkhotel Valkenburg \| + 51 s \| \| 4e \| Silvia Zanardi \| Italie \| Bepink \| + 55 s \| \| 5e \| Ricarda Bauernfeind \| Allemagne \| Canyon//SRAM Generation \| + 1 min 02 s \| \| 6e \| Sanne Cant \| Belgique \| Plantur-Pura \| + 1 min 05 s \| \| 7e \| Elizabeth Holden \| Royaume-Uni \| Le Col-Wahoo \| + 1 min 06 s \| \| 8e \| Greta Marturano \| Italie \| Top Girls Fassa Bortolo \| + 1 min 08 s \| \| 9e \| Nicole Frain \| Australie \| RoxSolt Liv Sram \| + 1 min 12 s \| \| 10e \| Justine Ghekiere \| Belgique \| Plantur-Pura \| + 1 min 15 s \| |                     |             |                           |                  |
| |                     |             |                           |                  |
| |                     |             |                           |                  |
| Classement général |                     |             |                           |                  |
| Coureuse | Coureuse            | Pays        | Équipe                    | Temps            |
| 1re | Alexandra Manly     | Australie   | Team BikeExchange-Jayco   | 18 h 19 min 31 s |
| 2e | Marta Lach          | Pologne     | Ceratizit-WNT Pro Cycling | + 33 s           |
| 3e | Femke Gerritse      | Pays-Bas    | Parkhotel Valkenburg      | + 51 s           |
| 4e | Silvia Zanardi      | Italie      | Bepink                    | + 55 s           |
| 5e | Ricarda Bauernfeind | Allemagne   | Canyon//SRAM Generation   | + 1 min 02 s     |
| 6e | Sanne Cant          | Belgique    | Plantur-Pura              | + 1 min 05 s     |
| 7e | Elizabeth Holden    | Royaume-Uni | Le Col-Wahoo              | + 1 min 06 s     |
| 8e | Greta Marturano     | Italie      | Top Girls Fassa Bortolo   | + 1 min 08 s     |
| 9e | Nicole Frain        | Australie   | RoxSolt Liv Sram          | + 1 min 12 s     |
| 10e | Justine Ghekiere    | Belgique    | Plantur-Pura              | + 1 min 15 s     |

### Points UCI
| Position           | 1er | 2e  | 3e  | 4e  | 5e | 6e | 7e | 8e | 9e | 10e | 11e | 12e | 13e | 14e | 15e | 16e à 25e | 26e à 30e |
| Classement général | 200 | 150 | 125 | 100 | 85 | 70 | 60 | 50 | 40 | 35  | 30  | 25  | 20  | 15  | 10  | 5         | 3         |
| Par étape          | 25  | 20  | 15  | 12  | 10 | 8  | 6  | 4  |    |     |     |     |     |     |     |           |           |
| Leader, par étape  | 5   |     |     |     |    |    |    |    |    |     |     |     |     |     |     |           |           |

### Classements annexes
| Classement par points | Classement par points     | Classement par points | Classement par points     | Classement par points |
| Coureuse              | Coureuse                  | Pays                  | Équipe                    | Points                |
| --------------------- | ------------------------- | --------------------- | ------------------------- | --------------------- |
| 1re                   | Alexandra Manly           | Australie             | Team BikeExchange-Jayco   | 39 pts                |
| 2e                    | Marta Lach                | Pologne               | Ceratizit-WNT Pro Cycling | 22 pts                |
| 3e                    | Femke Markus              | Pays-Bas              | Parkhotel Valkenburg      | 21 pts                |
| 4e                    | Femke Gerritse            | Pays-Bas              | Parkhotel Valkenburg      | 14 pts                |
| 5e                    | Julia Biryukova           | Ukraine               | Arkéa Pro Cycling Team    | 11 pts                |
| 6e                    | Ruby Roseman-Gannon       | Australie             | Team BikeExchange-Jayco   | 11 pts                |
| 7e                    | Silvia Zanardi            | Italie                | Bepink                    | 11 pts                |
| 8e                    | Maria Giulia Confalonieri | Italie                | Ceratizit-WNT Pro Cycling | 7 pts                 |
| 9e                    | Ricarda Bauernfeind       | Allemagne             | Canyon//SRAM Generation   | 6 pts                 |
| 10e                   | Georgia Baker             | Australie             | Team BikeExchange-Jayco   | 5 pts                 |

| Classement par points | Classement par points     | Classement par points | Classement par points     | Classement par points |
| Coureuse              | Coureuse                  | Pays                  | Équipe                    | Points                |
| --------------------- | ------------------------- | --------------------- | ------------------------- | --------------------- |
| 1re                   | Alexandra Manly           | Australie             | Team BikeExchange-Jayco   | 39 pts                |
| 2e                    | Marta Lach                | Pologne               | Ceratizit-WNT Pro Cycling | 22 pts                |
| 3e                    | Femke Markus              | Pays-Bas              | Parkhotel Valkenburg      | 21 pts                |
| 4e                    | Femke Gerritse            | Pays-Bas              | Parkhotel Valkenburg      | 14 pts                |
| 5e                    | Julia Biryukova           | Ukraine               | Arkéa Pro Cycling Team    | 11 pts                |
| 6e                    | Ruby Roseman-Gannon       | Australie             | Team BikeExchange-Jayco   | 11 pts                |
| 7e                    | Silvia Zanardi            | Italie                | Bepink                    | 11 pts                |
| 8e                    | Maria Giulia Confalonieri | Italie                | Ceratizit-WNT Pro Cycling | 7 pts                 |
| 9e                    | Ricarda Bauernfeind       | Allemagne             | Canyon//SRAM Generation   | 6 pts                 |
| 10e                   | Georgia Baker             | Australie             | Team BikeExchange-Jayco   | 5 pts                 |

| Classement de la montagne | Classement de la montagne | Classement de la montagne | Classement de la montagne | Classement de la montagne |
| Coureuse                  | Coureuse                  | Pays                      | Équipe                    | Points                    |
| ------------------------- | ------------------------- | ------------------------- | ------------------------- | ------------------------- |
| 1re                       | Justine Ghekiere          | Belgique                  | Plantur-Pura              | 43 pts                    |
| 2e                        | Debora Silvestri          | Italie                    | Top Girls Fassa Bortolo   | 17 pts                    |
| 3e                        | Ricarda Bauernfeind       | Allemagne                 | Canyon//SRAM Generation   | 12 pts                    |
| 4e                        | Julie Van de Velde        | Belgique                  | Plantur-Pura              | 9 pts                     |
| 5e                        | Eva van Agt               | Pays-Bas                  | Le Col-Wahoo              | 7 pts                     |
| 6e                        | Katharina Fox             | Allemagne                 | Maxx-solar Lindig         | 5 pts                     |
| 7e                        | Morgane Coston            | France                    | Arkéa Pro Cycling Team    | 5 pts                     |
| 8e                        | Alexandra Manly           | Australie                 | Team BikeExchange-Jayco   | 5 pts                     |
| 9e                        | Greta Marturano           | Italie                    | Top Girls Fassa Bortolo   | 5 pts                     |
| 10e                       | Arianna Fidanza           | Italie                    | Team BikeExchange-Jayco   | 5 pts                     |

| Classement de la montagne | Classement de la montagne | Classement de la montagne | Classement de la montagne | Classement de la montagne |
| Coureuse                  | Coureuse                  | Pays                      | Équipe                    | Points                    |
| ------------------------- | ------------------------- | ------------------------- | ------------------------- | ------------------------- |
| 1re                       | Justine Ghekiere          | Belgique                  | Plantur-Pura              | 43 pts                    |
| 2e                        | Debora Silvestri          | Italie                    | Top Girls Fassa Bortolo   | 17 pts                    |
| 3e                        | Ricarda Bauernfeind       | Allemagne                 | Canyon//SRAM Generation   | 12 pts                    |
| 4e                        | Julie Van de Velde        | Belgique                  | Plantur-Pura              | 9 pts                     |
| 5e                        | Eva van Agt               | Pays-Bas                  | Le Col-Wahoo              | 7 pts                     |
| 6e                        | Katharina Fox             | Allemagne                 | Maxx-solar Lindig         | 5 pts                     |
| 7e                        | Morgane Coston            | France                    | Arkéa Pro Cycling Team    | 5 pts                     |
| 8e                        | Alexandra Manly           | Australie                 | Team BikeExchange-Jayco   | 5 pts                     |
| 9e                        | Greta Marturano           | Italie                    | Top Girls Fassa Bortolo   | 5 pts                     |
| 10e                       | Arianna Fidanza           | Italie                    | Team BikeExchange-Jayco   | 5 pts                     |

| Classement du meilleur jeune | Classement du meilleur jeune | Classement du meilleur jeune | Classement du meilleur jeune | Classement du meilleur jeune |
| Coureuse                     | Coureuse                     | Pays                         | Équipe                       | Temps                        |
| ---------------------------- | ---------------------------- | ---------------------------- | ---------------------------- | ---------------------------- |
| 1re                          | Femke Gerritse               | Pays-Bas                     | Parkhotel Valkenburg         | 18 h 20 min 22 s             |
| 2e                           | Silvia Zanardi               | Italie                       | Bepink                       | + 4 s                        |
| 3e                           | Ricarda Bauernfeind          | Allemagne                    | Canyon//SRAM Generation      | + 11 s                       |
| 4e                           | Mischa Bredewold             | Pays-Bas                     | Parkhotel Valkenburg         | + 28 s                       |
| 5e                           | Alice Towers                 | Royaume-Uni                  | Le Col-Wahoo                 | + 48 s                       |
| 6e                           | Mijntje Geurts               | Pays-Bas                     | Lotto Soudal Ladies          | + 1 min 55 s                 |
| 7e                           | Fem van Empel                | Pays-Bas                     | Pays-Bas                     | + 9 min 48 s                 |
| 8e                           | Marthe Goossens              | Belgique                     | Belgique                     | + 10 min 45 s                |
| 9e                           | Linda Riedmann               | Allemagne                    | Allemagne                    | + 12 min 00 s                |
| 10e                          | Judith Krahl                 | Allemagne                    | Team Stuttgart               | + 15 min 31 s                |

| Classement du meilleur jeune | Classement du meilleur jeune | Classement du meilleur jeune | Classement du meilleur jeune | Classement du meilleur jeune |
| Coureuse                     | Coureuse                     | Pays                         | Équipe                       | Temps                        |
| ---------------------------- | ---------------------------- | ---------------------------- | ---------------------------- | ---------------------------- |
| 1re                          | Femke Gerritse               | Pays-Bas                     | Parkhotel Valkenburg         | 18 h 20 min 22 s             |
| 2e                           | Silvia Zanardi               | Italie                       | Bepink                       | + 4 s                        |
| 3e                           | Ricarda Bauernfeind          | Allemagne                    | Canyon//SRAM Generation      | + 11 s                       |
| 4e                           | Mischa Bredewold             | Pays-Bas                     | Parkhotel Valkenburg         | + 28 s                       |
| 5e                           | Alice Towers                 | Royaume-Uni                  | Le Col-Wahoo                 | + 48 s                       |
| 6e                           | Mijntje Geurts               | Pays-Bas                     | Lotto Soudal Ladies          | + 1 min 55 s                 |
| 7e                           | Fem van Empel                | Pays-Bas                     | Pays-Bas                     | + 9 min 48 s                 |
| 8e                           | Marthe Goossens              | Belgique                     | Belgique                     | + 10 min 45 s                |
| 9e                           | Linda Riedmann               | Allemagne                    | Allemagne                    | + 12 min 00 s                |
| 10e                          | Judith Krahl                 | Allemagne                    | Team Stuttgart               | + 15 min 31 s                |

| Classement par équipes | Classement par équipes  | Classement par équipes | Classement par équipes |
| Équipe                 | Équipe                  | Pays                   | Temps                  |
| ---------------------- | ----------------------- | ---------------------- | ---------------------- |
| 1re                    | Plantur-Pura            | Belgique               | 55 h 02 min 53 s       |
| 2e                     | Arkéa Pro Cycling Team  | France                 | + 22 s                 |
| 3e                     | Team BikeExchange-Jayco | Australie              | + 24 s                 |

| Classement par équipes | Classement par équipes  | Classement par équipes | Classement par équipes |
| Équipe                 | Équipe                  | Pays                   | Temps                  |
| ---------------------- | ----------------------- | ---------------------- | ---------------------- |
| 1re                    | Plantur-Pura            | Belgique               | 55 h 02 min 53 s       |
| 2e                     | Arkéa Pro Cycling Team  | France                 | + 22 s                 |
| 3e                     | Team BikeExchange-Jayco | Australie              | + 24 s                 |

## Évolution des classements
| Étape              |                    | Vainqueur _     | Classement général | Classement par points | Meilleure grimpeuse | Meilleure jeune | Meilleure équipe _      |
| ------------------ | ------------------ | --------------- | ------------------ | --------------------- | ------------------- | --------------- | ----------------------- |
| 1re étape          | étape de plaine    | Alexandra Manly | Alexandra Manly    | Alexandra Manly       | Debora Silvestri    | Silvia Zanardi  | Parkhotel Valkenburg    |
| 2e étape           | étape vallonnée    | Georgia Baker   | Alexandra Manly    | Alexandra Manly       | Justine Ghekiere    | Silvia Zanardi  | Team BikeExchange-Jayco |
| 3e étape           | étape vallonnée    | Alexandra Manly | Alexandra Manly    | Alexandra Manly       | Justine Ghekiere    | Femke Gerritse  | Le Col-Wahoo            |
| 4e étape           | étape vallonnée    | Alexandra Manly | Alexandra Manly    | Alexandra Manly       | Justine Ghekiere    | Femke Gerritse  | Plantur-Pura            |
| 5e étape           | étape vallonnée    | Julia Biryukova | Alexandra Manly    | Alexandra Manly       | Justine Ghekiere    | Femke Gerritse  | Plantur-Pura            |
| 6e étape           | étape de plaine    | Alexandra Manly | Alexandra Manly    | Alexandra Manly       | Justine Ghekiere    | Femke Gerritse  | Plantur-Pura            |
| Classements finals | Classements finals |                 | Alexandra Manly    | Alexandra Manly       | Justine Ghekiere    | Femke Gerritse  | Plantur-Pura            |

## Liste des participantes
| Légende                                          | Légende                                                                                              | Légende                                | Légende |
| ------------------------------------------------ | --- | -------------------------------------- | --- |
| Num                                              | Dossard de départ porté par la coureuse sur ce Tour de Thuringe féminin                              | Pos                                    | Position finale au classement général                                                                         |
| Leader du classement général                     | Indique la vainqueur du classement général                                                           | Leader du classement de la montagne    | Indique la vainqueur du classement de la montagne                                                             |
| Leader du classement des sprints                 | Indique la vainqueur du classement des sprints                                                       | Leader du classement du meilleur jeune | Indique la vainqueur du classement de la meilleure jeune                                                      |
| Coureur élu combatif lors de la précédente étape | Indique la coureuse la plus combative                                                                |                                        | Indique un maillot de champion national ou mondial, suivi de sa spécialité                                    |
| #                                                | Indique la meilleure équipe                                                                          | NP                                     | Indique une coureuse qui n'a pas pris le départ d'une étape, suivi du numéro de l'étape où elle s'est retirée |
| AB                                               | Indique une coureuse qui n'a pas terminé une étape, suivi du numéro de l'étape où elle s'est retirée | HD                                     | Indique un coureuse qui a terminé une étape hors des délais, suivi du numéro de l'étape                       |
| DSQ                                              | Indique un coureur qui a été disqualifié de la course, suivi du numéro de l'étape                    | *                                      | Indique un coureuse en lice pour le classement de la meilleure jeune (coureuses nées après le )               |

| Team BikeExchange-Jayco BEX | Team BikeExchange-Jayco BEX | Team BikeExchange-Jayco BEX |
| --------------------------- | --------------------------- | --------------------------- |
| Num                         | Coureuse                    | Pos                         |
| 1                           | Ruby Roseman-Gannon (AUS)   | 19e                         |
| 2                           | Alexandra Manly (AUS)       | 1re                         |
| 3                           | Georgia Baker (AUS)         | 37e                         |
| 4                           | Arianna Fidanza (ITA)       | 13e                         |
| 5                           | Teniel Campbell (TTO)       | 50e                         |
| 6                           | Jessica Allen (AUS)         | AB-1                        |

| Ceratizit-WNT Pro Cycling WNT | Ceratizit-WNT Pro Cycling WNT   | Ceratizit-WNT Pro Cycling WNT |
| ----------------------------- | ------------------------------- | ----------------------------- |
| Num                           | Coureuse                        | Pos                           |
| 11                            | Lisa Brennauer (GER) (route)    | 36e                           |
| 12                            | Franziska Brauße (GER)          | 61e                           |
| 13                            | Maria Giulia Confalonieri (ITA) | 25e                           |
| 14                            | Marta Lach (POL)                | 2e                            |
| 15                            | Lea Lin Teutenberg (GER)        | 31e                           |
| 16                            | Clea Seidel (GER)               | 72e                           |

| Plantur-Pura ___ | Plantur-Pura ___                 | Plantur-Pura ___ |
| ---------------- | -------------------------------- | ---------------- |
| Num              | Coureuse                         | Pos              |
| 21               | Sanne Cant (BEL)                 | 6e               |
| 22               | Ceylin del Carmen Alvarado (NED) | AB-4             |
| 23               | Annemarie Worst (NED)            | AB-6             |
| 24               | Justine Ghekiere (BEL)           | 10e              |
| 25               | Laura Süßemilch (GER)            | AB-4             |
| 26               | Julie Van de Velde (BEL)         | 20e              |

| Parkhotel Valkenburg PHV | Parkhotel Valkenburg PHV  | Parkhotel Valkenburg PHV |
| ------------------------ | ------------------------- | ------------------------ |
| Num                      | Coureuse                  | Pos                      |
| 31                       | Femke Gerritse (NED)      | 3e                       |
| 32                       | Lieke Nooijen (NED)       | 52e                      |
| 33                       | Anne Van Rooijen (NED)    | 45e                      |
| 34                       | Mischa Bredewold (NED)    | 11e                      |
| 35                       | Kirstie van Haaften (NED) | 29e                      |
| 36                       | Femke Markus (NED)        | 24e                      |

| Le Col-Wahoo DRP | Le Col-Wahoo DRP       | Le Col-Wahoo DRP |
| ---------------- | ---------------------- | ---------------- |
| Num              | Coureuse               | Pos              |
| 41               | Anna Christian (GBR)   | 43e              |
| 42               | Elizabeth Holden (GBR) | 7e               |
| 43               | Eluned King (GBR)      | 60e              |
| 44               | Alice Towers (GBR)     | 16e              |
| 45               | Gladys Verhulst (FRA)  | 55e              |
| 46               | Eva van Agt (NED)      | 23e              |

| Coop-Hitec Products HPU | Coop-Hitec Products HPU  | Coop-Hitec Products HPU |
| ----------------------- | ------------------------ | ----------------------- |
| Num                     | Coureuse                 | Pos                     |
| 51                      | Caroline Andersson (SWE) | AB-3                    |
| 52                      | Ingvild Gåskjenn (NOR)   | 22e                     |
| 53                      | Ane Iversen (NOR)        | 79e                     |
| 54                      | Tiril Jørgensen (NOR)    | 56e                     |
| 55                      | Mari Hole Mohr (NOR)     | AB-3                    |
| 56                      | Christa Riffel (GER)     | 85e                     |

| Arkéa Pro Cycling Team ARK | Arkéa Pro Cycling Team ARK | Arkéa Pro Cycling Team ARK |
| -------------------------- | -------------------------- | -------------------------- |
| Num                        | Coureuse                   | Pos                        |
| 61                         | Charlotte Becker (GER)     | AB-2                       |
| 62                         | Julia Biryukova (UKR)      | 18e                        |
| 63                         | Anaïs Morichon (FRA)       | 12e                        |
| 64                         | Morgane Coston (FRA)       | 38e                        |
| 65                         | Greta Richioud (FRA)       | 15e                        |
| 66                         | Amandine Fouquenet (FRA)   | 33e                        |

| Canyon//SRAM Generation CSG | Canyon//SRAM Generation CSG | Canyon//SRAM Generation CSG |
| --------------------------- | --------------------------- | --------------------------- |
| Num                         | Coureuse                    | Pos                         |
| 71                          | Ricarda Bauernfeind (GER)   | 5e                          |
| 72                          | Siti Nur Alia Mansor (MAS)  | AB-1                        |
| 73                          | Agua Marina Espínola (PAR)  | 39e                         |
| 74                          | Valantine Nzayisenga (RWA)  | 77e                         |
| 75                          | Llori Sharpe                | 78e                         |
| 76                          | Antonia Niedermaier (GER)   | AB-1                        |

| Top Girls Fassa Bortolo TOP | Top Girls Fassa Bortolo TOP | Top Girls Fassa Bortolo TOP |
| --------------------------- | --------------------------- | --------------------------- |
| Num                         | Coureuse                    | Pos                         |
| 81                          | Giorgia Bariani (ITA)       | 42e                         |
| 82                          | Vanessa Michieletto (ITA)   | 82e                         |
| 83                          | Greta Marturano (ITA)       | 8e                          |
| 84                          | Debora Silvestri (ITA)      | 35e                         |
| 85                          | Iris Monticolo (ITA)        | 54e                         |
| 86                          | Alice Palazzi (ITA)         | 47e                         |

| RoxSolt Liv Sram RXS | RoxSolt Liv Sram RXS       | RoxSolt Liv Sram RXS |
| -------------------- | -------------------------- | -------------------- |
| Num                  | Coureuse                   | Pos                  |
| 91                   | Nicole Frain (AUS) (route) | 9e                   |
| 92                   | Justine Barrow (AUS)       | 34e                  |
| 93                   | Matilda Field (AUS)        | 57e                  |
| 94                   | Jacqueline Slack (GBR)     | AB-3                 |
| 95                   | Saffron Button (AUS)       | AB-1                 |

| Bepink BPK | Bepink BPK             | Bepink BPK |
| ---------- | ---------------------- | ---------- |
| Num        | Coureuse               | Pos        |
| 101        | Silvia Zanardi (ITA)   | 4e         |
| 102        | Jade Teolis (FRA)      | AB-4       |
| 103        | Letizia Brufani (ITA)  | 64e        |
| 104        | Lara Crestanello (ITA) | 76e        |
| 105        | Matilde Vitillo (ITA)  | 51e        |
| 106        | Marketa Hajkova (CZE)  | 48e        |

| Lotto Soudal Ladies LSL | Lotto Soudal Ladies LSL | Lotto Soudal Ladies LSL |
| ----------------------- | ----------------------- | ----------------------- |
| Num                     | Coureuse                | Pos                     |
| 111                     | Eefje Brandt (BEL)      | AB-2                    |
| 112                     | Mieke Docx (BEL)        | 46e                     |
| 113                     | Mijntje Geurts (NED)    | 21e                     |
| 114                     | Esmée Gielkens (BEL)    | 40e                     |
| 115                     | Sterre Vervloet (BEL)   | AB-4                    |
| 116                     | Kylie Waterreus (NED)   | 49e                     |

| Pays-Bas NED | Pays-Bas NED           | Pays-Bas NED |
| ------------ | ---------------------- | ------------ |
| Num          | Coureuse               | Pos          |
| 121          | Thalita de Jong        | 32e          |
| 122          | Maud Oudeman           | AB-4         |
| 123          | Daniek Hengeveld       | 66e          |
| 124          | Carola van de Wetering | 63e          |
| 125          | Fem van Empel          | 26e          |
| 126          | Loes Adegeest          | 14e          |

| Belgique BEL | Belgique BEL      | Belgique BEL |
| ------------ | ----------------- | ------------ |
| Num          | Coureuse          | Pos          |
| 131          | Fien Delbaere     | 74e          |
| 132          | Marthe Goossens   | 27e          |
| 133          | Fien Van Eynde    | 44e          |
| 134          | Laura Verdonschot | 59e          |
| 135          | Lone Meertens     | 62e          |
| 136          | Senne Knaven      | 84e          |

| Allemagne GER | Allemagne GER          | Allemagne GER |
| ------------- | ---------------------- | ------------- |
| Num           | Coureuse               | Pos           |
| 141           | Hannah Buch            | 69e           |
| 142           | Fabienne Jährig        | 81e           |
| 143           | Romy Kasper            | 17e           |
| 144           | Friederike Stern       | 53e           |
| 145           | Lena Charlotte Reißner | 68e           |
| 146           | Linda Riedmann         | 28e           |

| Team Stuttgart ___ | Team Stuttgart ___      | Team Stuttgart ___ |
| ------------------ | ----------------------- | ------------------ |
| Num                | Coureuse                | Pos                |
| 151                | Hanna Dopjans (GER)     | 65e                |
| 152                | Kerstin Pöhl (GER)      | 80e                |
| 153                | Sarah Kastenhuber (GER) | 71e                |
| 154                | Judith Krahl (GER)      | 30e                |
| 155                | Selma Lantzsch (GER)    | 58e                |
| 156                | Victoria Stelling (GER) | 73e                |

| Maxx-solar Lindig ___ | Maxx-solar Lindig ___ | Maxx-solar Lindig ___ |
| --------------------- | --------------------- | --------------------- |
| Num                   | Coureuse              | Pos                   |
| 161                   | Katharina Fox (GER)   | 41e                   |
| 162                   | Lydia Wegemund (GER)  | 70e                   |
| 163                   | Olivia Schoppe (GER)  | AB-5                  |
| 164                   | Amélie Hild (FRA)     | 83e                   |
| 165                   | Tina Schulz (GER)     | 75e                   |
| 166                   | Michelle Stark (SUI)  | 67e                   |

| Team BikeExchange-Jayco BEX | Team BikeExchange-Jayco BEX | Team BikeExchange-Jayco BEX |
| --------------------------- | --------------------------- | --------------------------- |
| Num                         | Coureuse                    | Pos                         |
| 1                           | Ruby Roseman-Gannon (AUS)   | 19e                         |
| 2                           | Alexandra Manly (AUS)       | 1re                         |
| 3                           | Georgia Baker (AUS)         | 37e                         |
| 4                           | Arianna Fidanza (ITA)       | 13e                         |
| 5                           | Teniel Campbell (TTO)       | 50e                         |
| 6                           | Jessica Allen (AUS)         | AB-1                        |

| Ceratizit-WNT Pro Cycling WNT | Ceratizit-WNT Pro Cycling WNT   | Ceratizit-WNT Pro Cycling WNT |
| ----------------------------- | ------------------------------- | ----------------------------- |
| Num                           | Coureuse                        | Pos                           |
| 11                            | Lisa Brennauer (GER) (route)    | 36e                           |
| 12                            | Franziska Brauße (GER)          | 61e                           |
| 13                            | Maria Giulia Confalonieri (ITA) | 25e                           |
| 14                            | Marta Lach (POL)                | 2e                            |
| 15                            | Lea Lin Teutenberg (GER)        | 31e                           |
| 16                            | Clea Seidel (GER)               | 72e                           |

| Plantur-Pura ___ | Plantur-Pura ___                 | Plantur-Pura ___ |
| ---------------- | -------------------------------- | ---------------- |
| Num              | Coureuse                         | Pos              |
| 21               | Sanne Cant (BEL)                 | 6e               |
| 22               | Ceylin del Carmen Alvarado (NED) | AB-4             |
| 23               | Annemarie Worst (NED)            | AB-6             |
| 24               | Justine Ghekiere (BEL)           | 10e              |
| 25               | Laura Süßemilch (GER)            | AB-4             |
| 26               | Julie Van de Velde (BEL)         | 20e              |

| Parkhotel Valkenburg PHV | Parkhotel Valkenburg PHV  | Parkhotel Valkenburg PHV |
| ------------------------ | ------------------------- | ------------------------ |
| Num                      | Coureuse                  | Pos                      |
| 31                       | Femke Gerritse (NED)      | 3e                       |
| 32                       | Lieke Nooijen (NED)       | 52e                      |
| 33                       | Anne Van Rooijen (NED)    | 45e                      |
| 34                       | Mischa Bredewold (NED)    | 11e                      |
| 35                       | Kirstie van Haaften (NED) | 29e                      |
| 36                       | Femke Markus (NED)        | 24e                      |

| Le Col-Wahoo DRP | Le Col-Wahoo DRP       | Le Col-Wahoo DRP |
| ---------------- | ---------------------- | ---------------- |
| Num              | Coureuse               | Pos              |
| 41               | Anna Christian (GBR)   | 43e              |
| 42               | Elizabeth Holden (GBR) | 7e               |
| 43               | Eluned King (GBR)      | 60e              |
| 44               | Alice Towers (GBR)     | 16e              |
| 45               | Gladys Verhulst (FRA)  | 55e              |
| 46               | Eva van Agt (NED)      | 23e              |

| Coop-Hitec Products HPU | Coop-Hitec Products HPU  | Coop-Hitec Products HPU |
| ----------------------- | ------------------------ | ----------------------- |
| Num                     | Coureuse                 | Pos                     |
| 51                      | Caroline Andersson (SWE) | AB-3                    |
| 52                      | Ingvild Gåskjenn (NOR)   | 22e                     |
| 53                      | Ane Iversen (NOR)        | 79e                     |
| 54                      | Tiril Jørgensen (NOR)    | 56e                     |
| 55                      | Mari Hole Mohr (NOR)     | AB-3                    |
| 56                      | Christa Riffel (GER)     | 85e                     |

| Arkéa Pro Cycling Team ARK | Arkéa Pro Cycling Team ARK | Arkéa Pro Cycling Team ARK |
| -------------------------- | -------------------------- | -------------------------- |
| Num                        | Coureuse                   | Pos                        |
| 61                         | Charlotte Becker (GER)     | AB-2                       |
| 62                         | Julia Biryukova (UKR)      | 18e                        |
| 63                         | Anaïs Morichon (FRA)       | 12e                        |
| 64                         | Morgane Coston (FRA)       | 38e                        |
| 65                         | Greta Richioud (FRA)       | 15e                        |
| 66                         | Amandine Fouquenet (FRA)   | 33e                        |

| Canyon//SRAM Generation CSG | Canyon//SRAM Generation CSG | Canyon//SRAM Generation CSG |
| --------------------------- | --------------------------- | --------------------------- |
| Num                         | Coureuse                    | Pos                         |
| 71                          | Ricarda Bauernfeind (GER)   | 5e                          |
| 72                          | Siti Nur Alia Mansor (MAS)  | AB-1                        |
| 73                          | Agua Marina Espínola (PAR)  | 39e                         |
| 74                          | Valantine Nzayisenga (RWA)  | 77e                         |
| 75                          | Llori Sharpe                | 78e                         |
| 76                          | Antonia Niedermaier (GER)   | AB-1                        |

| Top Girls Fassa Bortolo TOP | Top Girls Fassa Bortolo TOP | Top Girls Fassa Bortolo TOP |
| --------------------------- | --------------------------- | --------------------------- |
| Num                         | Coureuse                    | Pos                         |
| 81                          | Giorgia Bariani (ITA)       | 42e                         |
| 82                          | Vanessa Michieletto (ITA)   | 82e                         |
| 83                          | Greta Marturano (ITA)       | 8e                          |
| 84                          | Debora Silvestri (ITA)      | 35e                         |
| 85                          | Iris Monticolo (ITA)        | 54e                         |
| 86                          | Alice Palazzi (ITA)         | 47e                         |

| RoxSolt Liv Sram RXS | RoxSolt Liv Sram RXS       | RoxSolt Liv Sram RXS |
| -------------------- | -------------------------- | -------------------- |
| Num                  | Coureuse                   | Pos                  |
| 91                   | Nicole Frain (AUS) (route) | 9e                   |
| 92                   | Justine Barrow (AUS)       | 34e                  |
| 93                   | Matilda Field (AUS)        | 57e                  |
| 94                   | Jacqueline Slack (GBR)     | AB-3                 |
| 95                   | Saffron Button (AUS)       | AB-1                 |

| Bepink BPK | Bepink BPK             | Bepink BPK |
| ---------- | ---------------------- | ---------- |
| Num        | Coureuse               | Pos        |
| 101        | Silvia Zanardi (ITA)   | 4e         |
| 102        | Jade Teolis (FRA)      | AB-4       |
| 103        | Letizia Brufani (ITA)  | 64e        |
| 104        | Lara Crestanello (ITA) | 76e        |
| 105        | Matilde Vitillo (ITA)  | 51e        |
| 106        | Marketa Hajkova (CZE)  | 48e        |

| Lotto Soudal Ladies LSL | Lotto Soudal Ladies LSL | Lotto Soudal Ladies LSL |
| ----------------------- | ----------------------- | ----------------------- |
| Num                     | Coureuse                | Pos                     |
| 111                     | Eefje Brandt (BEL)      | AB-2                    |
| 112                     | Mieke Docx (BEL)        | 46e                     |
| 113                     | Mijntje Geurts (NED)    | 21e                     |
| 114                     | Esmée Gielkens (BEL)    | 40e                     |
| 115                     | Sterre Vervloet (BEL)   | AB-4                    |
| 116                     | Kylie Waterreus (NED)   | 49e                     |

| Pays-Bas NED | Pays-Bas NED           | Pays-Bas NED |
| ------------ | ---------------------- | ------------ |
| Num          | Coureuse               | Pos          |
| 121          | Thalita de Jong        | 32e          |
| 122          | Maud Oudeman           | AB-4         |
| 123          | Daniek Hengeveld       | 66e          |
| 124          | Carola van de Wetering | 63e          |
| 125          | Fem van Empel          | 26e          |
| 126          | Loes Adegeest          | 14e          |

| Belgique BEL | Belgique BEL      | Belgique BEL |
| ------------ | ----------------- | ------------ |
| Num          | Coureuse          | Pos          |
| 131          | Fien Delbaere     | 74e          |
| 132          | Marthe Goossens   | 27e          |
| 133          | Fien Van Eynde    | 44e          |
| 134          | Laura Verdonschot | 59e          |
| 135          | Lone Meertens     | 62e          |
| 136          | Senne Knaven      | 84e          |

| Allemagne GER | Allemagne GER          | Allemagne GER |
| ------------- | ---------------------- | ------------- |
| Num           | Coureuse               | Pos           |
| 141           | Hannah Buch            | 69e           |
| 142           | Fabienne Jährig        | 81e           |
| 143           | Romy Kasper            | 17e           |
| 144           | Friederike Stern       | 53e           |
| 145           | Lena Charlotte Reißner | 68e           |
| 146           | Linda Riedmann         | 28e           |

| Team Stuttgart ___ | Team Stuttgart ___      | Team Stuttgart ___ |
| ------------------ | ----------------------- | ------------------ |
| Num                | Coureuse                | Pos                |
| 151                | Hanna Dopjans (GER)     | 65e                |
| 152                | Kerstin Pöhl (GER)      | 80e                |
| 153                | Sarah Kastenhuber (GER) | 71e                |
| 154                | Judith Krahl (GER)      | 30e                |
| 155                | Selma Lantzsch (GER)    | 58e                |
| 156                | Victoria Stelling (GER) | 73e                |

| Maxx-solar Lindig ___ | Maxx-solar Lindig ___ | Maxx-solar Lindig ___ |
| --------------------- | --------------------- | --------------------- |
| Num                   | Coureuse              | Pos                   |
| 161                   | Katharina Fox (GER)   | 41e                   |
| 162                   | Lydia Wegemund (GER)  | 70e                   |
| 163                   | Olivia Schoppe (GER)  | AB-5                  |
| 164                   | Amélie Hild (FRA)     | 83e                   |
| 165                   | Tina Schulz (GER)     | 75e                   |
| 166                   | Michelle Stark (SUI)  | 67e                   |